# William High Keim

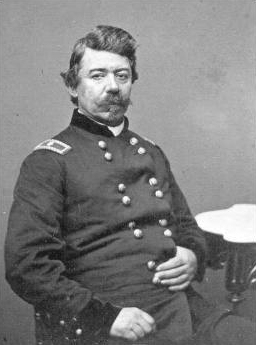
William High Keim

William High Keim (* 13. Juni 1813 bei Reading, Pennsylvania; † 18. Mai 1862 in Harrisburg, Pennsylvania) war ein US-amerikanischer Politiker. In den Jahren 1858 und 1859 vertrat er den Bundesstaat Pennsylvania im US-Repräsentantenhaus.

## Werdegang
William Keim war ein Neffe des Kongressabgeordneten George May Keim (1805–1861). Er besuchte die Mount Airy Military School und stieg später in der Staatsmiliz von Pennsylvania bis zum Generalmajor auf. Im Jahr 1848 wurde er Bürgermeister der Stadt Reading. Er wurde Mitglied der 1854 gegründeten Republikanischen Partei.
Nach dem Rücktritt des Abgeordneten Jehu Glancy Jones wurde Keim bei der fälligen Nachwahl für den achten Sitz von Pennsylvania als dessen Nachfolger in das US-Repräsentantenhaus in Washington, D.C. gewählt, wo er am 7. Dezember 1858 sein neues Mandat antrat. Da er im Jahr 1858 auf eine weitere Kandidatur verzichtete, konnte er bis zum 3. März 1859 nur die laufende Legislaturperiode im Kongress beenden. Diese war von den Ereignissen im Vorfeld des Bürgerkrieges geprägt.
Zwischen 1860 und 1862 leitete William Keim als Surveyor General die Landvermessungsbehörde des Staates Pennsylvania. Während des Bürgerkrieges war er von April bis Juli 1861 Generalmajor im Heer der Union. Danach verließ er die Armee für einige Monate. Im Dezember 1861 kehrte er als Brigadegeneral zum Heer zurück. Nur wenige Monate später erkrankte er an Typhus. Er erlag dieser Krankheit am 18. Mai 1862 in Harrisburg und wurde in Reading beigesetzt.